# Pelatge brindle

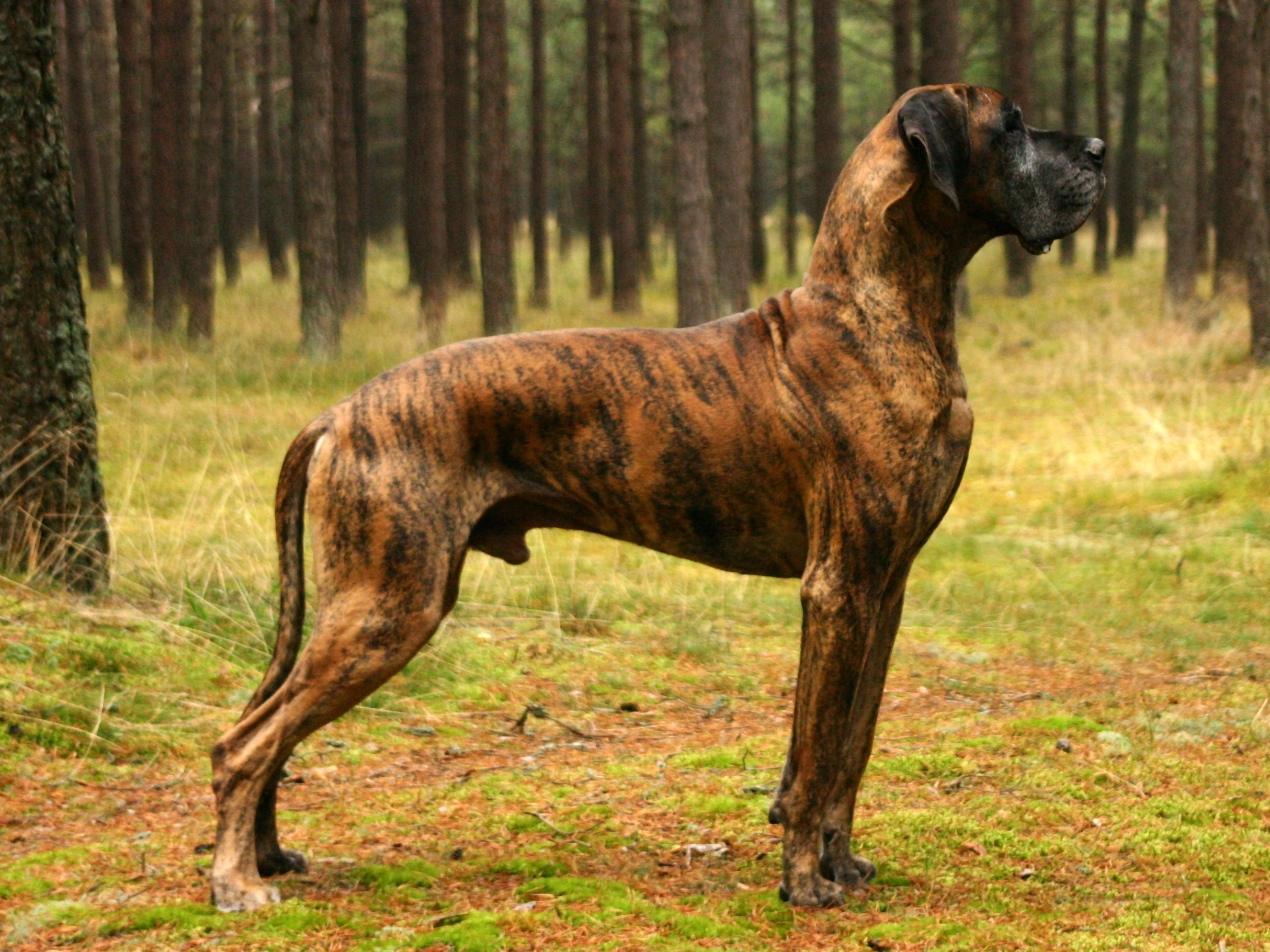
Gos de raça gran danès de pelatge viat.

Els pelatges anomenats "brindle" en anglès (viats o llistats en català) són una mena de pelatges molt rars que segueixen un patró característic: sobre el pelatge de base presenten unes llistes més fosques o més clares disposades verticalment i paral·leles entre si. A vegades el llistat s'estén a les potes en forma de ratlles horitzontals (semblants a les zebradures de la dilució dun).

## Dues menes de pelatges viats
Barrejant una mica els conceptes una possible classificació dels pelatges viats seria la següent:
- pelatges llistats quimèrics
- pelatges llistats d'origen no quimèric

## Pelatges llistats quimèrics
En un cavall normal totes les cèl·lules tenen el mateix genoma. Un cavall quimèric està format per cèl·lules amb dos genomes diferents.
Hi ha algun cas documentat de cavalls viats quimèrics.

## Pelatges llistats no quimèrics
Dos casos generals són possibles :
- viats amb llistes més fosques que el pelatge de base
- viats amb llistes més clares que el pelatge de base

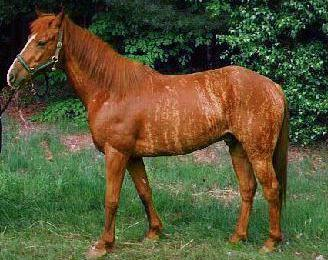
Cavall alatzà llistat

## Història dels pelatges viats en els cavalls
En els gossos els pelatges viats són relativament freqüents en certes races. En canvi, en els cavalls són molt rars.

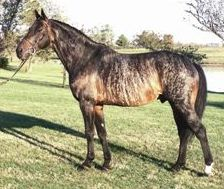
Cavall castany fosc viat

## Aspectes genètics
Hi ha opinions contradictòries sobre la causa dels pelatges "brindle", viats o llistats.
(Els viats quimèrics queden fora d'aquesta discussió).
Hi ha opinions que neguen que la causa dels pelatges viats sigui genètica.
Altres autors es decanten per l'existència d'un gen dominant específic que "ordenaria" la pigmentació fosca "addicional" que provoca el gen "sooty" ("ensujador","mascarador"?).
Un cavall "sooty palomino" (palomino sutjós, palomino mascarat) presenta l'aspecte d'un palomino enfosquit per la presència de pèls foscos barrejats amb els pèls daurats del cos i algunes crins fosques entre les blanques de la cua i la crinera.
Segons la teoria anterior (deguda al Dr. D. Philip Sponenberg) un hipotètic gen "brindle" agruparia i ordenaria els pèls foscos del cos en llistes verticals.
L'estat actual de les recerques és encara insatisfactori.
Alguns autors indiquen que els pelatges viats no són hereditaris mentre altres afirmen que sí que en són, d'hereditaris. En el primer cas les causes genètiques quedarien excloses.